# Боровик бронзовый

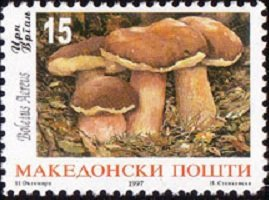
Почтовая марка Македонии, 1997

Борови́к бро́нзовый (лат. Bóletus aë́reus) — съедобный гриб из рода Боровик (Boletus).
Иногда считается разновидностью белого гриба (Boletus edulis f. aereus (Bull.) Vassilk.).

## Названия
Русские синонимы:
- Белый гриб тёмно-бронзовый
- Белый гриб медный
- Белый гриб грабовый

Местные:
- На Западной Украине называют дубовый гриб или рудяк[1].
- Во Франции называют «болет бронзовый» (фр. bolet bronzé) или «голова негра» (фр. tête de nègre).

## Описание
Шляпка мясистая, очень плотная, сначала почти шаровидная, у старых грибов плоско-выпуклая, до распростёртой. Кожица гладкая, бархатистая, иногда зернистая или покрыта тонкими трещинами. Цвет тёмный, коричнево-бурый, у молодых грибов почти чёрный.
Мякоть белая, не изменяет цвет после разрезания, плотная, с приятным вкусом и запахом.
Ножка массивная, твёрдая, цилиндрическая, у основания утолщённая. Поверхность красновато-коричневая, с выпуклой сеточкой вначале беловатого, затем орехового цвета.
Трубчатый слой светлый, у молодых грибов кремово-белый, позже бывает светло-жёлтый, при надавливании становится зеленовато-оливковым. Трубочки короткие и тонкие, поры округлые, очень мелкие.
Остатки покрывала отсутствуют.
Споровый порошок оливковый, споры 15 × 6 мкм, веретеновидные, гладкие.

## Сходные виды
Жёлчный гриб — несъедобный гриб, отличается розовеющим с возрастом трубчатым слоем, поверхность ножки с шероховатой сеточкой, сеточка имеет более тёмную окраску, чем основной цвет ножки.
Белый гриб и боровик сетчатый — съедобные грибы.

## Экологияи распространение
Встречается преимущественно в лиственных лесах (дубовых, дубово-грабовых, буковых) в местах с относительно тёплым климатом, в горах и холмистой местности, относительно редок. Основные районы распространения — Западная и Южная Европа от Испании до Западной Украины (юг Тернопольской и Хмельницкой областей, Предкарпатье), Швеция, Северная Америка (США).
Сезон: июль — октябрь; по данным Мозера (1955) в Австрии появляется в мае — июне.

## Пищевые качества
Съедобный гриб, ценится и употребляется так же, как и белый гриб.